# 악푸
악푸(이그보어: akpụ) 또는 우타라 악푸(이그보어: ụtara akpụ)는 나이지리아를 비롯한 서아프리카 지역에서 먹는 스왈로이다. 카사바로 만든 발효식품이며, 신맛이 난다. 나이지리아의 국민 음식 가운데 하나로 여겨진다.

## 이름
이그보족은 절구에 빻아서 만든 스왈로를 우타라(ụtara)로 부르는데, "카사바 우타라"라는 뜻의 우타라 이와(이그보어: ụtara ịwa)나 "우타라 악푸"가 카사바 푸푸(영어: cassava fufu)로 번역되기도 하지만, 이그보족의 "우타라 이와/악푸"는 아칸족식 푸푸와 달리 발효된 카사바로 만들어진다. 흰색을 띠어 미스터 화이트(영어: Mr White)로도 불리며, 로이로이(이그보어: loi-loi)라고 불리기도 한다. 베냉에서는 비슷한 음식이 산타나(비니어: santana)라 불린다.

## 만들기
껍질을 벗기고 씻은 카사바를 물에 넣어 사나흘 발효시키면 손으로 으스러트릴 수 있을 정도로 부드러워진다. 잘 발효된 카사바는 씻어서 물이 담긴 그릇 안에 체를 받치고 손으로 으깨 녹말이 많은 카사바 과육 내려보내고 섬유질은 걸러내 제거한 다음, 앙금을 가라앉히고 윗물을 버린다. 앙금은 면보에 받쳐 물기를 빼내 단단하게 만든다. 잘 발효된 악푸 반죽은 바로 조리하거나, 냉동실 등에 보관할 수 있다. 먹을 때는 반죽을 삶아서 푸푸와 같은 방식으로 절구에 찧어 부드러운 스왈로로 만든다.

## 같이 보기
- 아말라
- 에바
- 이얀
- 투워
- 푸푸